# Закшев (гмина, Люблинский повет)
Закшев (пол. Zakrzew) — сельская гмина (волость) в Польше, входит как административная единица в Люблинский повет, Люблинское воеводство. Население — 3297 человек (на 2004 год).

## Сельские округа
1. Аннув
2. Бараки
3. Божа-Воля
4. Дембина
5. Каролин
6. Майдан-Старовейски
7. Никодемув
8. Пониквы
9. Шклярня
10. Тарговиско
11. Тарговиско-Колёня
12. Тарнавка-Первша
13. Тарнавка-Друга
14. Вулька-Поникевска
15. Закшев
16. Закшев-Колёня

## Соседние гмины
1. Гмина Батож
2. Гмина Быхава
3. Гмина Хшанув
4. Гмина Годзишув
5. Гмина Высоке
6. Гмина Закшувек